# Ikki (jogo eletrônico)
Ikki (いっき; lit. Motim)  é um jogo de Video-game da Sunsoft em 1985 movido para Arcade, PlayStation, PlayStation Network, Microsoft Windows, Virtual Console, Mobile phone e Nintendo Entertainment System, desenvolvido por TOSE e Namco.

## História
Japonês ensaísta Jun Miura cunhou o termo kuso-gē depois de jogar a versão Famicom de Ikki. Independentemente disso, o jogo ainda vendeu razoavelmente bem, e foi um dos produtos mais populares Sunsoft na época. A animação de abertura não foi incluído e o número de níveis foi reduzida para metade do número original na versão Famicom. O jogo de memória total da versão Famicom é de 24 kilobytes, o que pode comparar com Super Mario Bros em 40 kb.

## Jogabilidade
O visto de uma perspectiva de cima para baixo. Os jogadores começam a explorar quatro locais diferentes (estágios) em busca de moedas de ouro (Kobans) que estão espalhados por todo o país. Cada moeda de ouro tem de ser recolhido para o jogador para passar para a próxima fase. Embora a pesquisa para as moedas, os jogadores têm de lidar com os ninjas inimigos e outros servos da terra que querem prejudicá-los.